# Ingrid Salamon
Ingrid Salamon (* 2. November 1958) ist eine österreichische Politikerin (SPÖ). Salamon war von 2010 bis Februar 2020 Abgeordnete zum Burgenländischen Landtag und von 1999 bis 2021 Bürgermeisterin von Mattersburg.

## Leben
Salamon erlernte nach dem Besuch der Volks- und Hauptschule den Beruf der Bürokauffrau und war Mitinitiatorin des Projektes „Tagesmütter“, wobei sie zwischen 1989 und 1993 in diesem Projekt beschäftigt war. Ende 2021 wurde Sandra Gerdenitsch zu ihrer Nachfolgerin als Obfrau des Vereines Tagesmütter Burgenland gewählt.
Salamon lebt in Mattersburg. Sie ist verheiratet und Mutter zweier Töchter.

## Politik
Im politischen Bereich war sie zunächst von 1987 bis 1995 als Gemeinderätin aktiv, 1995 wurde sie zur Stadträtin gewählt, bevor sie am 17. Oktober 1998 das Amt der 1. Vizebürgermeisterin übernahm. Am 30. Juni 1999 wurde sie schließlich als Bürgermeisterin von Mattersburg angelobt, wobei Salamon zuletzt bei der Gemeinderats- und Bürgermeisterwahl 2007 mit 65,9 % in ihrem Amt bestätigt wurde. Seit Jänner 2003 ist Salamon auch Obfrau des Burgenländischen Müllverbandes, am 24. Juni 2010 wurde sie als Abgeordnete zum Burgenländischen Landtag angelobt. Sie war SPÖ-Bereichssprecherin für Umwelt, Abfallwirtschaft und Wasserwirtschaft. 
Mit Anfang 2018 wurde sie in Nachfolge von Robert Hergovich SPÖ-Klubobfrau. Nach der Landtagswahl 2020, bei der Salamon nicht mehr kandidierte, wurde zu Beginn der XXII. Gesetzgebungsperiode Robert Hergovich erneut zum SPÖ-Klubobmann gewählt.
Ende Jänner 2021 wurde Claudia Schlager am SPÖ-Stadtparteitag als Nachfolgerin von Ingrid Salamon als Bürgermeisterin von Mattersburg designiert. In dieser Funktion folgte sie ihr im Dezember 2021 nach. Im November 2021 wurde Elisabeth Böhm als Nachfolgerin von Ingrid Salamon zur Landesvorsitzenden des Österreichischen Städtebundes gewählt.

## Auszeichnungen
- 2020: Komturkreuz des Landes Burgenland[9]